# Lactocollybia globosa
Lactocollybia globosa är en svampart som beskrevs av D.A. Reid & Eicker 1998. Lactocollybia globosa ingår i släktet Lactocollybia och familjen Marasmiaceae.   Inga underarter finns listade i Catalogue of Life.